# 인천 임해공업지구
인천 임해공업지구(仁川臨海工業地區)는 인천광역시의 공업 지구 가운데 하나이다.

## 특징
인천 공업의 특색은 비교적 대기업이 많고 또 중공업이 발달하여 있는 것이 특색이다. 주요 공업은 금속(제철, 제강), 토석(유리, 타일), 섬유(면방직, 화학 섬유, 염색), 식품(제분), 화학(농약), 제재 및 목재품(합판), 기계(수송 및 각종) 장비 등 공업이다.

## 역사
인천의 공업은 일제강점기인 1930년 경에 방직, 제강, 기계, 차량, 전기 기기, 화학비료, 알루미늄, 제마(製麻) 공업 등 대규모의 공장이 북부의 만석동, 송현동 일대와 남부의 용현동, 학익동 동북부의 부평동에 조성되었다.
한국 전쟁으로 대부분의 공장이 파괴되었으나, 휴전 후에 급속히 복구되었고 또 많은 기간 산업이 발전되었다. 인천의 북부 및 남부의 임해지구는 매립지라서 염가로 넓은 공장부지를 얻을 수 있고 원료와 제품의 반출입이 편리한 것 등 입지적 조건이 양호하여 많은 공장이 집중되어 있다.
한편 연수구에 인구 20만 명을 수용할 수 있는 남동인더스파크 배후 주택 단지가 1986년 초부터 조성되었으며, 2000년 1월 기준으로 인천시내에는 약 6,760여 개의 공장이 입지해 있다. 19만 1,000여 명의 종업원이 주로 금속, 기계, 가구, 합판, 자동차, 판유리, 철재, 전자 등의 업종에 종사하고 있다.